# سوپر مارکت (مجموعه تلویزیونی)
ایجاد سوپر مارکت (انگلیسی: Superstore) سریال تلویزیونی تک دوربین که در ۳۰ نوامبر ۲۰۱۵ در ان‌بی‌سی پخش شد. این مجموعه توسط جاستین اسپیتزر ساخته شده‌است که همچنین به عنوان تهیه‌کننده اجرایی فعالیت می‌کند.